# 島秀雄
島 秀雄（しま ひでお、1901年（明治34年）5月20日 - 1998年（平成10年）3月18日）は、昭和初期 - 中期の鉄道技術者。元日本国有鉄道（国鉄）技師長（1955年 - 1963年）。宇宙開発事業団（NASDA）初代理事長（1969年 - 1977年）。大阪府出身。島安次郎の子。

## 概略
「デゴイチ」の愛称で知られる貨物用蒸気機関車D51形の設計に関与。また新幹線計画では、国鉄総裁の十河信二や新幹線総局長の大石重成らと共にその実現に大きく貢献し、「新幹線の生みの親」と称される。国鉄退職後は、宇宙開発事業団でロケット開発にも携わった。
1969年（昭和44年）に英国機械学会のジェームズ・ワット賞を日本人として初めて受賞。また1994年（平成6年）には文化勲章を鉄道関係者としては初めて受章している。
鉄道技術者で弾丸列車計画を推進した島安次郎は父。次男の島隆は新幹線の初代車両「0系」の設計に参画したほか、新幹線輸出第一弾となる台湾高速鉄道の顧問も務めており、島一家は、父から子への3代にわたり高速鉄道技術開発に携わっている。なお、末弟に国産旅客機YS-11の開発に携わった島文雄がいる。

## 経歴
父・安次郎の赴任先で母親の実家がある大阪市内で出生（父の出身は和歌山県和歌山市）。
1925年（大正14年）に東京帝国大学工学部機械工学科を卒業し、鉄道省に入省。大宮工場や大井工場で現場で蒸気機関車の釜炊きなどの実習を受けた後、本省工作局車両課に配属され、蒸気機関車開発に携わった。設計・開発キャリアの初期には父・安次郎の直系の弟子格に当たる朝倉希一に師事し、国産初の三気筒蒸気機関車であるC53形の設計に参加したのを皮切りに、C54形・C55形・C56形・C57形・C10形・C11形・C12形・C58形・D51形など、全盛期における数々の蒸気機関車を手がけ、戦後にわたって活躍した名車も生み出した。
一方で、1930年代にはいち早く気動車の開発を推進し、普及に努めている（日本の気動車史も参照）。また、内燃機関技術や省営自動車（国鉄バス）への国産車採用の見地から、1931年（昭和6年）に商工省（当時）の主導で開始された国内自動車メーカー共同による標準形式自動車の開発にも鉄道省から参画、1933年（昭和8年）に後のいすゞ車の原型となるTX型を完成させている。
1936年（昭和11年）1937年（昭和12年）には在外研究員として海外派遣され、同僚の下山定則とともにヨーロッパ・南アフリカ・南米の鉄道事情を調査した。中でも、電車列車を用いた高頻度・高速度運転による高密度の輸送を実現しているオランダの鉄道に強い印象を受け、のちの動力分散方式による電車の着想を得たとされる。
父・安次郎が旗振り役となった、「戦前版新幹線」とも言うべき「弾丸列車計画（新規広軌幹線敷設計画）」にも、1940（昭和15）年に本省工作局車両課と大臣官房幹線調査課を兼務して参加し、電気動力を本命として計画を立案している。もっとも、この計画は太平洋戦争激化によって頓挫し、島は翌1941年（昭和16年）に、浜松工場長に転出。さらにその翌年に本省に復帰して工作局車両第2課長（翌年の改組で資材局動力車課長）となった。そこで島は、B20形や63系電車など、戦時設計車両を手掛けることになる。島は、幼少であった三男や将来を有望視されていた弟・邦雄を戦争中に相次いで喪い、父・安次郎も終戦の翌年に他界した。
島は1946（昭和21）年に電車用動力台車設計研究会（のち高速台車振動研究会と改称）を発足させ、基礎研究を開始した。中でも、海軍工廠出身の松平精や三木忠直らによってもたらされた航空機の振動理論や機体設計技術などの新たな知見が、鉄道技術と融合したことで大きな成果をもたらし、実用的な電車列車の開発に貢献した。1947年（昭和22年）以降長距離用電車（80系電車）の計画を立案、電車自体に懐疑的だった当時のGHQによる妨害を排しながら、1950年（昭和25年）に至り、16両の長大編成を組んだ80系電車による電車列車「湘南電車」の運行を実現している。これは国鉄の動力分散化普及における重要なターニングポイントとなった。島はこの間に工作局長（1948年）・理事（1949年の日本国有鉄道発足時。工作局長と兼務）に栄進して、車両系統のトップに上り詰めた。
しかし、戦後の混乱した情勢の中では鉄道事故が続発、1951年（昭和26年）には日本の鉄道史に残る大惨事となった桜木町事故が発生し、自らが開発に携わった戦時設計の63系電車の火災に対する脆弱性が露呈する。事件後、島は63系電車の安全面の改良を徹底的に行ったものの、労使問題のこじれ、事故や不祥事の連発、そして桜木町事故の処理における上層部の醜態など、組織の体質に嫌気をさしていた島は、事故の責任を取るかたちで車両局長の職を辞し、国鉄を去った。
下野してからは、一時鉄道車両用台車の最大手メーカーである新扶桑金属工業の顧問（のち後身の住友金属工業において取締役）を務めたほか、1953年（昭和28年）に発足した鉄道趣味者団体「鉄道友の会」の初代会長に就任し、鉄道趣味の分野でも活躍した。
1955年（昭和30年）、紫雲丸事故により引責辞任した長崎惣之助の後任として、十河信二が国鉄総裁に起用された。十河は総裁就任に際し、最適任の技術者として島に復帰を要請。当初は固辞していたものの、「広軌が実現できなかった父親の無念を、その子として完成する義務があるのではないか」との十河自らの説得や周囲の後押しにより、島は国鉄復帰に応じて技師長に就任。鉄道電化を主軸とする動力近代化推進の先頭に立ち、ひいては純国産技術による広軌高速鉄道「新幹線」計画に携わった（詳細は新幹線ほかの項目を参照のこと）。島は、過去の弾丸列車計画に一緒に携わった土木技術者大石重成を幹線調査室長に迎えて体制を整えた。なお、車両設計担当者の中には息子の隆もいた。
十河と島の二人三脚によって、東海道新幹線は実現したといわれるが、新幹線開通の前年の1963年（昭和38年）5月、十河が「新幹線予算不足の責任」を問われ「再々任されず」総裁を辞任。慰留されるも、島も後を追って国鉄を退職した。1964年（昭和39年）10月1日朝、東京駅で行われた東海道新幹線の出発式に、国鉄は島も十河も招待しなかった。島は、自宅のテレビで「ひかり」の発車を見たという。当日10時からの記念式典には十河や大石等と共に招待され、昭和天皇から十河を含む7名に銀杯が贈られることになったが、その7名に島が入っていないことを知った十河が「島君こそが最大の功労者だ。島君がもらえないのであれば僕も辞退する。」と言い、急遽島にも銀杯が贈られることになった。
1969年（昭和44年）からは、宇宙開発事業団の初代理事長に就任。人生初めての鉄道畑以外の仕事であったが、研究者達を大いに励ましたという。前述の新幹線のときと同じく、最先端高性能の技術より安全性信頼性を重視したロケット・人工衛星開発の信念を貫いた。現在日本が使用している人工衛星に「ひまわり」・「きく」・「ゆり」など植物名が付けられているのは、島の園芸趣味からきているという説がある。理事長職は2期8年続けて引退。
没後の2008年（平成20年）、鉄道友の会が初代会長の島を記念する「島秀雄記念優秀著作賞」を創設した。

## 人物
「技術者は、人類の知見に貢献すべきです。個人や会社、国の名誉を求めてはいけない」と事あるごとに述べていた。
一日のスケジュールを定刻通りに実行するような根っからの鉄道屋気質で、身の回りの物は“直角・水平・垂直”に並べていたという。

## 評価
最初に参加したC53形の開発ではグレズリー式そのものが欠陥だらけの設計であることに加え工作不良により短命に終わり、設計主任を務めた最初のパシフィック機であるC54形も空転しがちで不評を買い、しかも製造から15年前後で主要部の鋳鋼製部品に多くの亀裂が発生して早期廃車となった車両が全体の半分近くを占めるなど、看過できないほどに重大な失策が幾つもあった（ただし、責を問われることはなかった）。
設計主任としての代表作とされ、当人が「会心の出来」と称する貨物用機関車「デコイチ（またはデゴイチ）」ことD51形も大量生産され全国に普及したが、島が設計を担当した初期形は構造面での問題を多数抱えていた。初期形D51はボイラーの重心が著しく後方に偏っていて、しかもその傾向を助長するような補機配置であったことなどから動軸重のバランスが著しく悪く、列車牽き出し時に空転が頻発し、さらに軸重バランスの悪化の辻褄合わせで運転台の寸法を切り詰め、しかもテンダーの石炭すくい口の位置が焚口に近すぎるなど乗務員に劣悪な環境での乗務を強いたことから、勾配線を担当する各機関区からはD51形に代えて前世代のD50形の配置が要求される、という形で半ば公然と受け取りを拒否された史実がある。担当機関区では、D50で勾配区間での立ち往生や逆行を頻発させており、D50機関車2両が牽引する列車が立ち往生し全員が窒息して重体、12名が昏倒、3名（5名とも）の死者が出ており空転は看過できない死活問題であった。。なお、否定的な声は取扱に馴れると影を潜め、近代的な装備のD51を礼讃する声が大きくなっていき、逆にD50の受け入れを拒みがちになっていく。批判されることの多い狭い運転台であるが、D50の運転室はボイラーとの重なりが多く火室や焚口の熱や煤が逃げにくく、D51では最低限のスペースと新鮮な空気と冷気の出る空気清浄機でこれらに対応することになっていた。D51やD52の乗務に慣れると、D50は機器や配管の位置が極めて乱雑な上に運転台が広いため操作に手惑い落ち着かないとの回想もあった。島の海外視察で後任の主任設計者となった細川泉一郎によって大幅な設計変更が実施され（それでも軸重バランスの問題は完全解決に至っていない）、当初の仕様よりも軸重の増大を許容し死重を追加搭載するようになってようやく本格的な大量生産が開始されている。このD51形は特に心臓部であり島の基本設計がほぼそのまま最後まで踏襲されたボイラーの設計について、（D50形と比較して）「ボイラーのガス・サーキット（燃焼ガス通路）に関しては、なんら進歩が見られない」と酷評するマニアも存在する。ただし構造は格段に進歩しており、D51と比較するとD50は極めて原始的な構造であった。、なおかつ、当時の工業水準を基にした堅実な造りであり、1938年からは年100両越えの大量生産も記録している。
島の担当した蒸気機関車で成果を挙げたのは大形機ではなく、C10形・C11形・C12形と3形式続けて設計主任を担当した一連の小形制式機シリーズの設計においてであり、特にC12形ではボイラー主要部組み立てへの電気溶接構造の採用や、主台枠前部への大型鋳物部品の採用など、新しい設計に挑戦して成功しており、D51形よりもむしろこのC12形こそが彼の「会心の作」と評されることもある。
別項日本の蒸気機関車史にもあるとおり、鉄道電化の方針が既に決まっていたため、思い切った設計が難しく地方路線への転用も考慮した制約の多い状況であったことも事実である。なお、同時期の蒸気機関車技術者が時代にそぐわない機関車や複雑で高価な陳腐な存在を作り、大きな間違いを犯したものも少なくない中、扱いやすい実用面で優れた機関車を作っている。C54の失敗を経て傑作機であるC55形とC57形を設計しており、D51も開発目的である低規格線路への配備と軌道に対する悪影響の低減を果たしており、D51 の配置を好まない傾向があった機関区でも、操縦に馴れるにつれD50よりもむしろ優秀であることがわかりD51の配置を希望するようになるなど、乗務員と保守側からも高く評価されている。
むしろ島の慧眼は、当時の蒸気機関車全盛時において、日本の軌道条件が劣悪な狭軌鉄道における蒸気機関車の限界と、電車・気動車に代表される動力分散方式の将来性を見抜いていたことにあった。この点は、熱心な広軌・電化論者であった、父・安次郎と共通する部分でもある。鉄道技術者としては、概して極度の高性能を狙わず、在来技術の地道な改良で一定水準の性能と確実な信頼性を達成しようとするリスク回避のポリシーがあり、その石橋を叩いて渡る姿勢は部下たちから影で「慎重居士」とあだ名される程であった。これが新幹線の堅実な成功に繋がった。

## 年表
- 1901年 - 大阪に生まれる。
- 東京新橋の桜川小学校、東京府立第四中学校、第一高等学校を経て、東京帝国大学工学部機械工学科に入学。
- 1925年 - 東京帝国大学卒業、鉄道省入省。
- 1928年 - 幹線用蒸気機関車「C53形（設計主任：伊東三枝）」のシリンダー・弁装置を設計。
- 1930年 - 設計主任となり、蒸気機関車や電車、気動車等の開発に携わる。
- 1936年 - 海外の鉄道事情視察の命を受け、翌年にかけてアジア・欧州・南米・北米と外遊する。
- 1939年 - 弾丸列車計画のメンバーに招集される。奇しくも当時南満州鉄道の理事だった父安次郎も参加。
- 1945年 - 終戦。戦時中には同じ鉄道技師だった三弟、この頃には三男を猩紅熱で[8]、翌年には父安次郎を亡くす。
- 1949年 - 80系電車を開発。翌年から東海道線に導入させる。開発だけでなく、電化延長にも尽力した。
- 1951年 - 桜木町事故をきっかけに設計主任を辞任し、加賀山之雄総裁と共に国鉄を退職。新扶桑金属工業（のち住友金属工業）顧問となる[2]。
- 1953年 - 鉄道友の会初代会長となる（1955年まで）。
- 1955年 - 十河国鉄総裁に請われ、理事・技師長として国鉄に復帰[2]。
- 1956年 - 産業計画会議常任委員（委員長・松永安左エ門）に就任。
- 1958年 - 産業計画会議が、国鉄分割民営化を政府に勧告。島秀雄が常任委員であったことから物議を醸す。
- 1960年 - 毎日工業技術賞受賞[2]。
- 1963年 - 国鉄を退職、住友金属工業顧問となる。鉄道友の会会長に再就任（1970年まで）。
- 1964年 - 計画に携わった東海道新幹線が開業（出発式には招待されず）。
- 1963年 - 朝日賞受賞[2]。
- 1966年 - エルマー・A・スペリー賞（en:Elmer A. Sperry Award）受賞。
- 1969年 - 宇宙開発事業団の初代理事長に就任。ジェイムズ・ワット国際メダル受賞[2]。文化功労者として顕彰（東海道新幹線建設の功による）[2]。
- 1971年 - 勲一等瑞宝章受章[2]。
- 1994年 - 文化勲章受章[1]（鉄道関係者としては初。JRではこれを記念したオレンジカード等も製作発売された）。
- 1998年 - 永眠[1]。96歳没[1]。墓所は多磨霊園(15-1-2-15)

## 開発に携わった主な車両

### 蒸気機関車
- C53形（1928年）
- C10形（1930年）
- C54形（1931年）
- C11形（1932年）
- C12形（1933年）
- C55形（1935年）
- D51形（1936年）
- C62形（1948年）

### 電車
- 63系電車（1944年）
- 80系電車（1950年）
- 151系電車（1958年）
- 新幹線0系電車（1964年、直接の設計には参画せず）

### 気動車
- キハ41000形（1932年）
- キハ43000系（1937年）

## 著書
- 「自動車工学実験法」『実験工学講座Ⅲ-A-4』、共立社、1934年、50-55頁。
- 『D51から新幹線まで―技術者のみた国鉄』日本経済新聞、1977年。ASIN B000J8VV24。